# Kumanovo
Kumanovo (makedonska: Куманово [kuˈmanɔvɔ] lyssna (fil), albanska: Kumanova eller Kumanovë) är en stad i kommunen Kumanovo i norra Nordmakedonien. Staden hade 75 051 invånare vid folkräkningen år 2021. Invånarantalet gör Kumanovo till landets näst största stad, efter Skopje. Den är centralort i Nordmakedoniens största kommun efter folkmängd, Kumanovo.
Staden ligger 340 meter över havet, och omges av berget Skopska Crna Gora i väst, Gradištanska Planina i syd och Mangovica i öst. Staden har ett tempererat klimat.
Motorvägen mellan Belgrad och Thessaloniki går förbi Kumanovo. Även järnvägen mellan samma städer går förbi.
Ortnamnet är en rest från det kumanska folket.
Av invånarna i Kumanovo är 62,83 % makedonier, 25,67 % albaner, 6,24 % serber och 4,02 % romer (2021).